# Entella minor
Entella minor är en bönsyrseart som beskrevs av Giglio-tos 1915. Entella minor ingår i släktet Entella och familjen Mantidae. Inga underarter finns listade i Catalogue of Life.